# Finlaysonia wallichii
Finlaysonia wallichii là một loài thực vật có hoa trong họ La bố ma. Loài này được (Wight) Venter mô tả khoa học đầu tiên năm 2001.